# Peredur ap Gwynedd
Peredur ap Gwynedd (Pontypool, 5 novembre 1970) è un chitarrista gallese, noto per essere membro del gruppo musicale drum and bass Pendulum dal 2006.

## Biografia
Nato a Pontypool in Galles, suo fratello Rheinallt è il chitarrista degli Apollo 440 e sua sorella Llinor è un'attrice.
È stato giudice del talent show Waw Ffactor della televisione gallese, ha inoltre collaborato con Natalie Imbruglia, Fatboy Slim, Sophie Ellis-Bextor e Mylène Farmer.

## Discografia

### Con i Pendulum
- 2008 – In silico
- 2009 – Live at Brixton Academy (Live)
- 2010 – Immersion